# انتقال اتوماتیک
انتقال اتوماتیک (به انگلیسی: Automaton Transfusion) یک فیلم مستقل و ترسناک آمریکایی محصول سال ۲۰۰۶ به نویسندگی و کارگردانی استیون سی میلر است.  